# Peter Eismann
 Peter Eismann (* 8. April 1957 in Frensdorf) ist ein deutscher Politiker (CSU) und war von 2007 bis 2008 Abgeordneter des Bayerischen Landtags.

## Ausbildung und Beruf
Peter Eismann machte nach der Volksschule und der Realschule 1984 das Abitur am Erzbischöflichen Abendgymnasium in Bamberg. Nach einem Abschluss als staatlich geprüfter Bautechniker ist er in diesem Beruf selbständig.

## Politik
Peter Eismann ist seit 1978 Mitglied in der CSU und hat dort viele Vorstandsämter inne. Er war  Ortsvorsitzender und stellvertretender Kreisvorsitzender. Seit 1990 ist er Mitglied des Kreistages Forchheim und dort stellvertretender Fraktionsvorsitzender der CSU. Seit 2002 ist er Marktgemeinderat in Eggolsheim.
Am 12. November 2007 rückte Peter Eismann für Werner Schnappauf in den Landtag nach. Er vertrat dort den Wahlkreis Oberfranken. Im Parlament war er Mitglied des Ausschusses für Bundes- und Europaangelegenheiten.
Bei den Landtagswahlen 2008 konnte er als Listenkandidat des Bezirks Oberfranken aufgrund der hohen Verluste der CSU nicht in den Landtag einziehen.

## Sonstiges
Peter Eismann ist stellvertretender Kreisvorsitzender des VdK Forchheim. Er ist römisch-katholisch, verheiratet und hat fünf Kinder.

## Kritik
Im Jahre 2010 bezeichnete Eismann den verstorbenen österreichischen Politiker Jörg Haider als Vorbild für die CSU. Die anderen Parteien im Forchheimer Kreistag forderten daraufhin Eismanns Rücktritt vom Posten des CSU-Fraktionsvorsitzenden.